# ミスラ

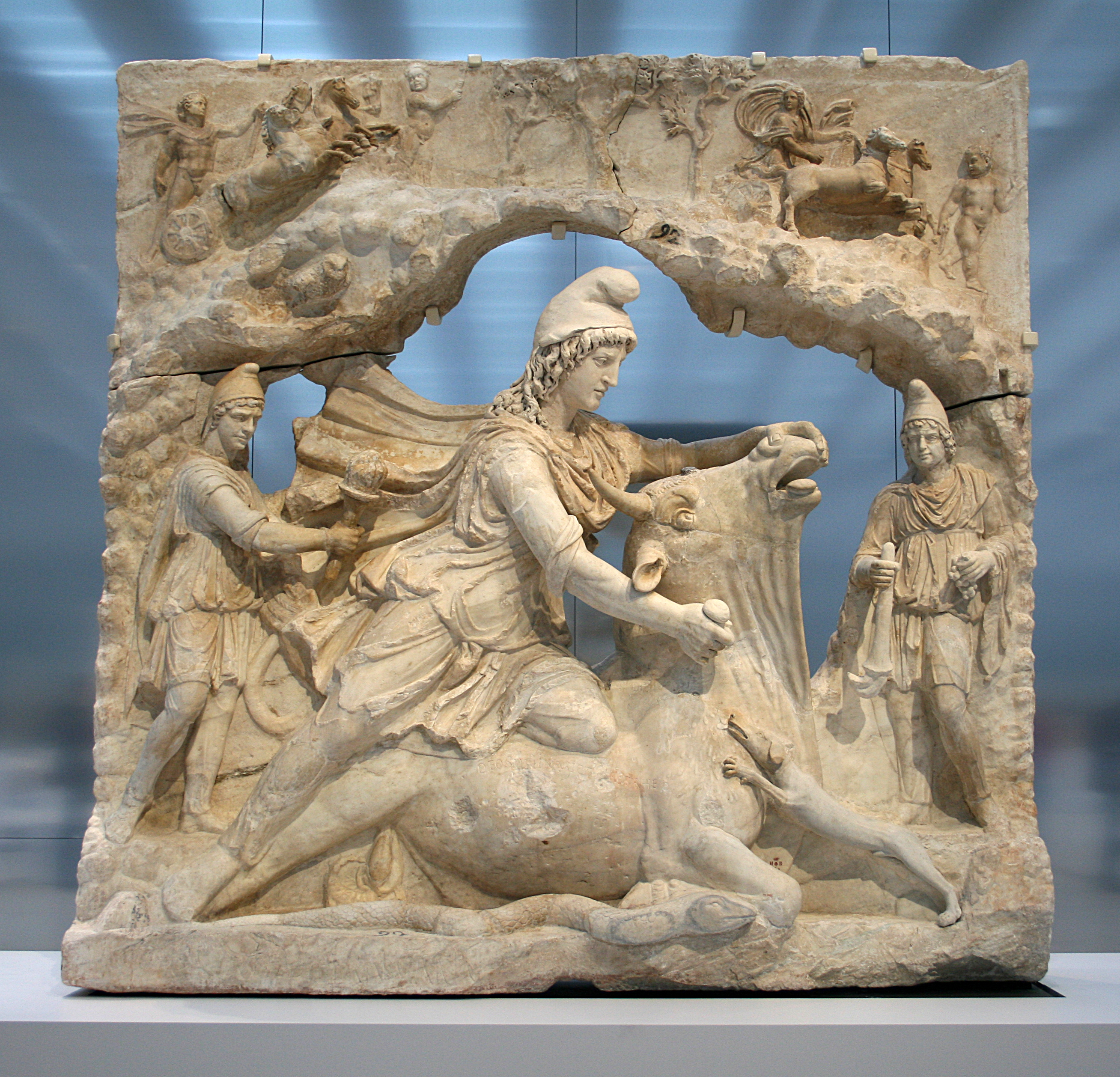
ローマのミトラス

ミスラ（Mithra）は、イラン神話に登場する英雄神として西アジアからギリシア・ローマに至る広い範囲で崇められた神。インド神話の神ミトラ（मित्र Mitra）と起源を同じくする、インド・イラン共通時代にまで遡る古い神格である。その名は本来「契約」を意味する。
イランでのミスラの他、インドのミトラやギリシア・ローマのミトラース（ミトラス）についてもここで説明する。

## インドのミトラ
インド神話では、契約によって結ばれた「盟友」をも意味し、友情・友愛の守護神とされるようになった。また、インドラ神など他の神格の役割も併せ持った。『リグ・ヴェーダ』ではアディティの産んだ十二柱の太陽神（アーディティヤ神群）の一柱で、毎年6月の一カ月間、太陽戦車に乗って天空を駆けるという。また、同じくアーディティヤ神群の一柱であるヴァルナとは表裏一体を成すとされる。この場合、ミトラが契約を祝福し、ヴァルナが契約の履行を監視し、契約に背いた者には罰を与えるという。
ミタンニ文書でもミトラはヴァルナ、インドラ、ナーサティヤとともに現れる。
後世のインド神話ではあまり活躍しない。

## イランのミスラ
「ミスラ」という語形はインドのミトラに対応するアヴェスター語形で、パフラヴィー語ではミフル（Mihr）、ソグド語ではミシ（Miši）、バクトリア語でミイロ（Miiro）という。古くは、インドと同じく契約・約束の神だったが、中世以降は友愛の神、太陽の神という性格を強めた。民間での信仰は盛んで、ミスラを主神とする動きもあったとされる。

### ゾロアスター教のミスラ

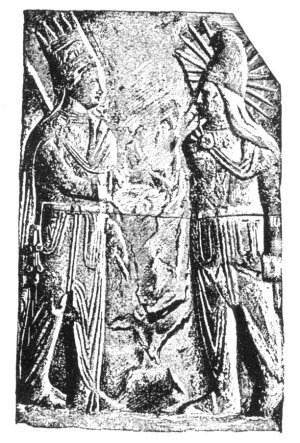
ミスラ（右側）

ミスラは司法神であり、光明神であり、闇を打ち払う戦士・軍神であり、牧畜の守護神としても崇められた。古くはアフラ・マズダーと表裏一体を成す天則の神だったが、後のゾロアスター教においてアフラ・マズダーが絶対神とされるようになったことに伴って、ミスラはヤザタ（中級神）の筆頭格に格下げされた。このような変化があったものの、「ミトラはアフラ・マズダーと同等」であることが経典の中に記され、元々あった両神の一体性は完全に消滅してはいなかったと見られる。中世ペルシアの神学では特に司法神としての性格が強調されるようになり、千の耳と万の目を以て世界を監視するとされる。また、死後の審判をも司るという。

### マニ教のミスラ
マニ教におけるミスラ（ミフル神）の役割は、言語によって異なる。パルティア語ではミフル神は「第三の使者」と同一視され、中世ペルシア語では「生ける霊」と同一視される。

## 曜日名
ミスラ神の光明神としての性格が強調され、太陽と同一視された結果、中世ペルシア語では日曜日のこともミフルと呼ぶようになった。これがソグド語に借用されてミールになり（バクトリア語からの借用とも）、「蜜」と音写された。
宿曜道とともに平安時代の日本にも伝えられ、当時の具註暦では、日曜日に「密」「みつ」「みち」などと朱書きされていた。

## 他宗教への影響

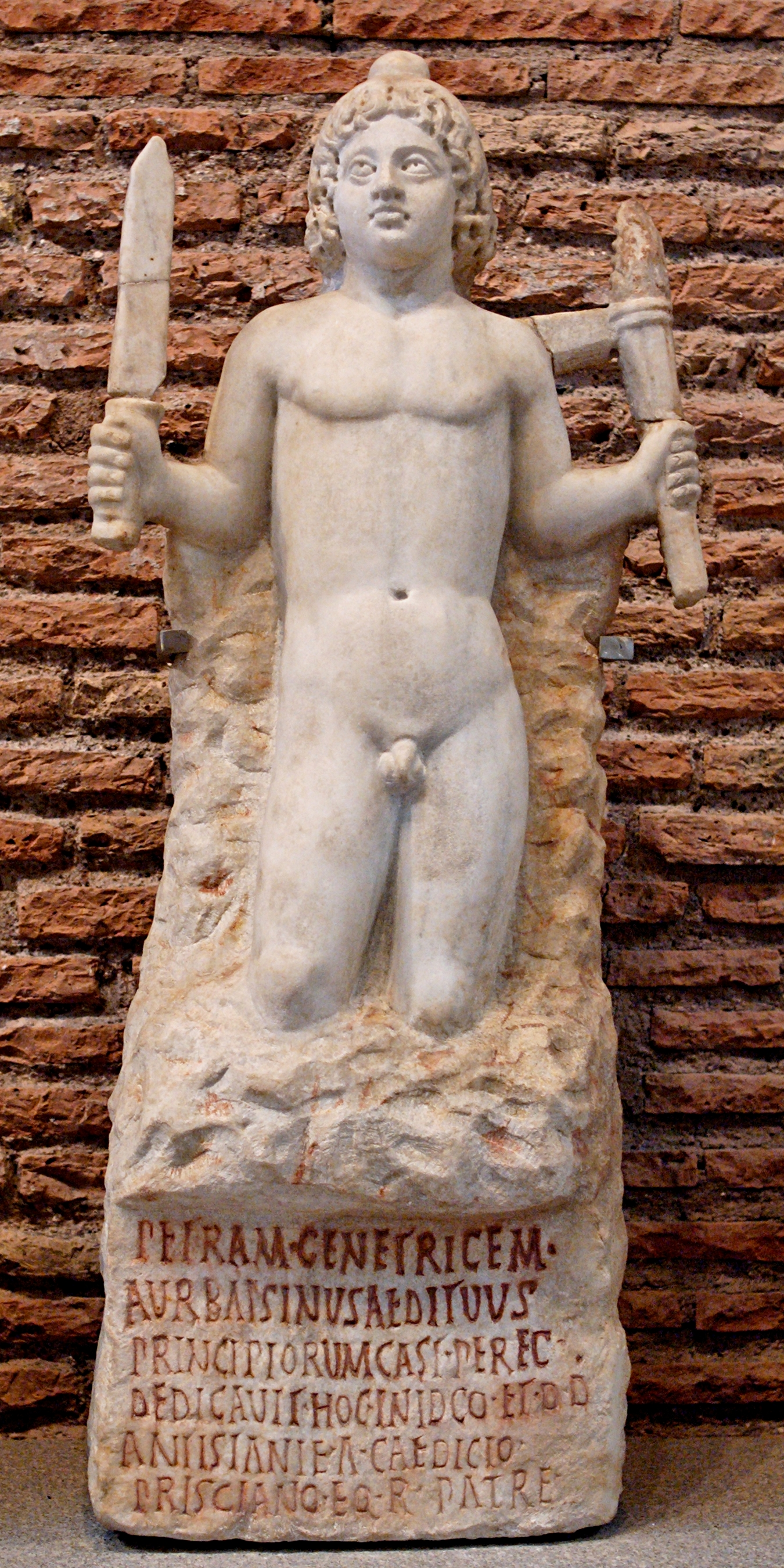
岩から生まれるミトラス神の彫像（アテネ国立考古学博物館）

ミスラ信仰はペルシャ帝国期、マギ神官によって小アジア、シリア、メソポタミアに伝道され、ギリシアやローマにも取り入れられた。ギリシャ語形・ラテン語形でミトラース（Μίθρας、Mithras）と呼ばれ、太陽神、英雄神として崇められた。
その信仰はミトラス教と呼ばれる密儀宗教となって、1世紀後半から4世紀半ばまでの帝政期ローマとその属州で広く信奉され、善悪二元論と終末思想が説かれた。最大のミトラス祭儀は冬至の後で太陽の復活を祝う12月25日の祭で、キリスト教のクリスマス（降誕祭）の原型とされる。のちに新プラトン主義と結合し、キリスト教と争ったが、圧迫されて衰退した。
また弥勒菩薩（マイトレーヤ）は、名の語源を同じくする事から、ミスラを起源とする説も唱えられている。これによると、弥勒菩薩の救世主的性格はミスラから受け継いだものだという。
ユダヤ教の天使メタトロンの起源もミスラであるという説がある。メタトロンは神の住居といわれる第七天に住み、小ヤハウェともいわれるほどの実力者である。タルムードの賢者アヘルは、これを第二の神としたために異端者とされた。一方のミスラもアフラ・マズダーを凌ぐほどの崇拝を受け、ゾロアスター教の正統に拮抗する勢力を保持した。また、ミトラの持つ「契約の神」「丈高き者」「万の目を持つ者」「万人の監視者」「太陽神」といった性格を、メタトロンも同じように保持していることが分かっている。メタトロンは「契約の天使」「非常な長身」「無数の眼の持ち主」「夜警」「太陽のような顔」といった性格を備えており、その異称「ミトロン」からもミスラの影響がうかがえる。